# 週刊日本の100人
『週刊日本の100人』（しゅうかんにほんの100にん）とは、デアゴスティーニ・ジャパンが毎週火曜日に発行していたビジュアルマガジン。
歴史上の人物の略歴や偉業を毎号紹介している。全100号。発行期間は2006年1月17日から2007年12月25日。初刊のみ190円で、以降は定価560円。2012年-2013年に改訂版が発売された。

## 構成
6つの章を中心に構成されている。
- ライフ&タイム
- ヒューマンエピソード
- クローズアップ
- 人物スクランブル
- 後世への遺産
- 評伝アラカルト

また、巻末に「ビジュアル人物事典」と称し毎号8名の人物を紹介し（号外編に関しては後述）、裏表紙には「日本の100人ミュージアム」として、人物ゆかりのものを紹介している。

## バックナンバー
- 1号 織田信長（2006年1月17日創刊号）
- 2号 坂本龍馬
- 3号 徳川家康
- 4号 東條英機
- 5号 豊臣秀吉
- 6号 勝海舟
- 7号 伊達政宗
- 8号 東郷平八郎
- 9号 源義経
- 10号 田中角栄
- 11号 西郷隆盛
- 12号 武田信玄
- 13号 平清盛
- 14号 明智光秀
- 15号 山本五十六
- 16号 空海
- 17号 徳川慶喜
- 18号 石田三成
- 19号 聖徳太子
- 20号 足利尊氏
- 21号 徳川吉宗
- 22号 吉田茂
- 23号 真田幸村
- 24号 前田利家
- 25号 大久保利通
- 26号 北条早雲
- 27号 福澤諭吉
- 28号 吉田松陰
- 29号 徳川光圀
- 30号 平賀源内
- 31号 高杉晋作
- 32号 上杉謙信
- 33号 宮本武蔵
- 34号 山内一豊
- 35号 加藤清正
- 36号 毛利元就
- 37号 源頼朝
- 38号 伊藤博文
- 39号 松尾芭蕉
- 40号 徳川綱吉
- 41号 細川幽斎
- 42号 渋沢栄一
- 43号 大友宗麟
- 44号 足利義満
- 45号 木戸孝允
- 46号 徳川家光
- 47号 大石内蔵助
- 48号 井伊直弼
- 49号 黒田官兵衛
- 50号 近藤勇

- 51号 山本勘助
- 52号 千利休
- 53号 白洲次郎
- 54号 福島正則
- 55号 土方歳三
- 56号 板垣退助
- 57号 伊能忠敬
- 58号 南方熊楠
- 59号 島津義弘
- 60号 後醍醐天皇
- 61号 大隈重信
- 62号 平将門
- 63号 松下幸之助
- 64号 田沼意次
- 65号 日野富子
- 66号 大村益次郎
- 67号 ジョン万次郎
- 68号 乃木希典
- 69号 北条時宗
- 70号 野口英世
- 71号 日蓮
- 72号 後藤新平
- 73号 榎本武揚
- 74号 津田梅子
- 75号 山田長政
- 76号 菅原道真
- 77号 藤堂高虎
- 78号 二宮金次郎
- 79号 島津斉彬
- 80号 与謝野晶子
- 81号 手塚治虫
- 82号 北条政子
- 83号 原敬
- 84号 藤原道長
- 85号 森鷗外
- 86号 葛飾北斎
- 87号 小津安二郎
- 88号 本田宗一郎
- 89号 水野忠邦
- 90号 岩倉具視
- 91号 犬養毅
- 92号 新渡戸稲造
- 93号 芥川龍之介
- 94号 植村直己
- 95号 親鸞
- 96号 湯川秀樹
- 97号 本居宣長
- 98号 黒澤明
- 99号 高橋是清
- 100号 夏目漱石（2007年12月25日発売）

## 日本の100人 番外編
読者が日本の100人に値すると思う人物を日本の100人のWebサイト内でリクエストしてもらい、とくにリクエストが多かった人物20人の偉業や業績を紹介する。
本編の、「ビジュアル人物事典」が、「都道府県別人物事典」と変わっている点以外は、装丁に大差ないといえる。
- 1号 廣田弘毅（2007年12月25日発売）
- 2号 今川義元
- 3号 上杉鷹山
- 4号 豊臣秀長
- 5号 小栗忠順
- 6号 直江兼続
- 7号 江戸川乱歩
- 8号 岩崎弥太郎
- 9号 松平容保
- 10号 井伊直政
- 11号 高野長英
- 12号 太宰治
- 13号 華岡青洲
- 14号 足利義昭
- 15号 緒方洪庵
- 16号 支倉常長
- 17号 池田勇人
- 18号 田中正造
- 19号 宮武外骨
- 20号 藤原秀衡（2008年5月13日発売）